# フェリーながと
フェリーながとは、阪九フェリーが運航していたフェリー。

## 概要
神田造船所で建造され、1972年9月3日に就航した。
1991年1月22日、ニューながとの就航により引退した。
その後、キプロスのMarlinesへ売却されGRACE Mとなり、クルーズフェリーに改造されパトラ - アンコーナ航路に就航する予定であったが、計画が頓挫したため、エレフシス湾で長期係船された。1998年にFELICIAと改名した。
2003年、スクラップとしてトルコへ売却され、アリアガへ回航された後、解体された。 

### 航路
阪九フェリー
- 小倉港（日明埠頭） - 神戸港

## 設計
阪九フェリーの船舶は、本船から神田造船所での建造となり、フェリーせっつまで14隻が20年以上にわたって一貫して同所で建造された。